# George Herbert
Lord George Edward Stanhope Molyneux Herbert (Berkshire, 26 iunie 1866 – Cairo, 5 aprilie 1923), a fost al cincilea conte de Carnarvon; împătimit colecționar de antichități egiptene și, totodată, egiptolog britanic. 
Posibilitățile materiale l-au ajutat îndeajuns pentru susținerea financiară a expediției de săpături arheologice, a căror conducere a încredințat-o conaționalului egiptolog, Howard Carter, operațiune care a dus la descoperirea mormântului lui Tutankhamon în Valea Regilor, din Egipt.
A intrat în istorie cu numele simplu de Lordul Carnarvon.

## Biografia
În anul 1890, la moartea tatălui său, Henry Herbert (cel de-al patrulea conte de Carnarvon, George Herbert a devenit al cincilea conte. Pe 26 iunie 1895 s-a căsătorit cu Almina Victoria Maria Alexandra Wombwell cu care, în 1898, l-au avut pe Henry George Herbert, care va fi al șaptelea conte de Carnarvon.
Contele era un mare iubitor de egiptologie și, în 1907, a plecat în Egipt cu intenția de a face o campanie de săpături pentru îmbogățirea propriei colecții. Dându-și imediat seama că era absolut necesar să aibă pe teren un expert care să fie și la curent cu dificultățile unei astfel de cercetări, a cerut părerea lui Gaston Maspero, care l-a indicat pe arheologul Howard Carter, ca fiind persoana cea mai potrivită și care, pe deasupra, în acea perioadă rămăsese fără ocupație.
Cei doi s-au înțeles de îndată și, între ei, s-a născut o profundă prietenie. Cu bogățiile familiei, Lordul Carnarvon, a finanțat săpăturile conduse de Howard Carter la Theba (Egipt) și altele, care au îmbogățit substanțial colecția de piese egiptene a contelui. Arheologul însă, visa să descopere în Valea Regilor mormintele a doi faraoni, despre care se știa puțin pe atunci: Amenoth al IV-lea, „Faraonul eretic”, și Tutankhamon, „Faraonul copil”. L-a convins pe Lordul George Herbert să finanțeze întreprinderea. Grație abilității sale, Lordul a reușit să obțină concesionarea săpăturilor, care pe atunci erau încă în mâinile arheologului Theodore M. Davis, și astfel în 1917 echipa condusă de Carter a început excavările.
Au urmat cinci ani de muncă fără nici un rezultat în schimb cu mari eforturi financiare pentru Lordul Carnarvon astfel că în august 1922, dezamăgit, a declarat închis șantierul. Entuziasmul, încă viu, al lui Carter l-a convins, în cele din urmă, să mai acorde „visătorului” încă o stagiune de excavări, timp suficient să termine sectorul care rămăsese încă necercetat. Pe 3 noiembrie 1922 săpăturile și-au reluat cursul și, deja în cea de-a doua zi a văzut lumina scara unui mormânt necunoscut. Arheologii, ajunși curând la intrarea în mormânt, au constatat – plăcut surprinși – că sigiliile de la intrare erau intacte ceea ce însemna că în decursul mileniilor mormântul n-a fost violat de nimeni.
Lordul Carnarvon, în acel moment în Anglia, a fost chemat imediat în Egipt, unde a ajuns pe 20 noiembrie. După numai 7 zile a asistat – împreună cu Carter – la deschiderea mormântului care în acel moment își revela „bogăția sa funerară” exact așa cum fusese dispusă cu mii de ani înainte. Pe bună dreptate această descoperire este considerată cea mai mare descoperire arheologică a sec. al XX-lea, nu atât pentru bogăția conținutului cât pentru faptul că era pentru prima oară când se putea admira mormântul unui faraon neviolat încă.
Moartea care l-a surprins pe Lordul Carnarvon pe 5 aprilie 1923 nu i-a permis să asiste și la deschiderea sarcofagului lui Tutankhamon. Moartea sa, survenită câteva luni după deschiderea mormântului și care s-a datorat unei infecții complicate cu o pneumonie, a alimentat „scandalul de presă” cu așa-numitul „Blestem al lui Tutankhamon” (sau mai simplu: „Blestemul Faraonului”).

## Bibliografia
- "Five Years' Explorations at Thebes - A Record of Work Done 1907-1911" Lord Carnarvon - Carter, H., 2004, ed. Kegan Paul, ISBN 0-7103-0835-3;
- Nicholas Reeves, The Complete Tutankhamun, Thames & Hudson, LTD, 1990: ISBN 0-500-27810-5;
- Silverman, David P., Masterpieces of Tutankhamun, Abbeville Press, Inc., 1978: ISBN 0-89659-022-4;
- Howard Carter, The Tomb of Tutankhamen, Cassell & Company, Ltd., 1927: ISBN 0-7156-3075-X;
- Metropolitan Museum of Art, Treasures of Tutankhamun, Metropolitan Museum of Art, 1976: ISBN 0-87099-156-6;
- British Museum, Treasures of Tutankhamun, Thames & Hudson Ltd, 1972: ISBN 0-7230-0070-0;
- Edwards, I. E. S., Tutankhamun (His Tomb and Its Treasures), Metropolitan Museum of Art; Alfred A. Knopf, Inc., 1977: ISBN 0-394-41170-6;
- Edwards, I.E.S., Tutankhamun's Jewelry, Metropolitan Museum of Art, 1976: ISBN 0-87099-155-8.